# Игры «Заяц»
Игры «Заяц» — это настольные игры двух лиц, которые были популярна в средневековой северной Европе вплоть до 19-го века.  
В этой игре заяц пытается убежать от трёх собак, которые пытаются окружить и схватить его.  
Три собаки представлены тремя фигурами, которые, обычно, начинают с края поля, заяц же представлен одной фигурой, которая начинает игру с цкнтра поля или помещается на свободное поле при первом ходе.
Игры «Заяц» похожи на Игры «Медведь» и охотничьи игры.  
Один игрок в них имеет больше фигур, чем второй и пытается прижать к краю фигуры другого игрока.  
Второй игрок обычно компенсируется большей свободой движения. В чём игра «Заяц» отличается, то это возможностью гончих двигаться только вперёд.  
Гончие а играх «Медведь» могут двигаться в произвольных направлениях. 
Более тогe, собака в игре «Заяц» не может «взять» или «съесть» зайца, в отличие от тигров, леопардов, ягуаров и лисиц в охотничьих играх, 
в которых фигура может схватить фигуру противника.
Имеется несколько различных полей игры «Заяц» в зависимости от страны.  
Многие предпочитают узкие поля, с обоих концов подобные наконечниками копий, с перпендикулярными и диагональными линиями.  
Имеется несколько вариантов таких полей.  
Однако в Дании использовали круглое поле, а другой вид поля был найден в Латвии.
Игры «Заяц» встречалась под разными названиями.  
Во Франции 19-го века игра была популярна среди военных под названием игра в солдатики.  
Собаки иногда назывались гончими и игра называлась тогда заяц и гончие. 
Другие названия — фрнцузская военная игра, игра в гномов, дьявол среди портных, тревольпа или вольпалейден.
Поскольку правила игры легко программируютсяram, имеется много электроных реализаций игры. Ссылка ниже позволяет Вам поиграть в эту игру.  
Однако этой компьютерной игре зайцы и гончие поменялись местами.

## Цель
Три гончие пытаются окружить и обездвижить зайца.
Заяц пытается проскочить мимо гончих и/или достичь другого конца поля.

## Игровое поле и фигуры
Имеются варианты игрового поля. Чаще всего поле имеет клеточный вид с диагоналями.
Три фигуры (фишки), представляющие гончих, имеют один цвет, а фигура, представляющая зайца, имеет другой цвет.

## Ход игры и правила
1. Игроки выбирают сторону - какими животными они будут играть.

В зависимости от варианта игры, располагают фигуры. Обычно гончие располагаются на одной мз сторон поля, в то время как заяц располагается в центре поля
или в любое место поля при первом ходе.
1. Заранее не известно, кто ходит первым и это зависит от версии игры. Возможно, традиционно, не было первого игрока и игроки сами решали, кому ходить первым.

Игроки ходят поочерёдно.
1. Гончие могут двигаться только вперёд, по диагонал вперёд или вверх/вниз на одну позицию. Они не могут двигаться назад ни в каком случае.

Только одна гончая может передвинуться за один ход. В этой игре нет «взятий» или «съедения» фигур.
1. Заяц может за ход двигаться в любом направлении на одну свободную позицию согласно рисунку поля.
2. Если заяу успешно прошёл мимо трёх гончих или достиг другого края поля, он выйграл. Если гончие окружили зайца и обездвижили, выйграли они.

## Варианты

### Заяц и гончие
- У одного игрока имеется три гончих, которые пытаются загнать в угол зайца другого игрока, а тот пытается убежат от них.
- Гончие ходят первыми. Каждый игрок может двигать одну фигуру на одну позицию за один ход. Гончие могут двигаться только вперёд, по диагонали (слева направо) или вертикально (вверх и вниз).

Заяц может двигаться в любом направлении.
- Гончие выигрывают, если «ловят» зайца, так что он не может двигаться.
- Заяц выигрывает, если он «убегает» (пробегает мимо самой дальней собаки).
- Если гончие двигаются вертикально десять раз подряд, считается, что заяц выйграл.

## Анализ и современные реализации
«Заяц и гончие» является классическим примером игры, изучаемой в комбинаторной теории игр, 
придавая ей некоторое сходство с шашками, го, с игрой «лиса и гуси» и другими подобными играми. 
Мартин Гарднер в октябре 1963 в своей колонке Mathematical Games column (Колонка математических игр) в журнале Scientific American утверждает, 
что игра «заяц и гончие» «комбинирует крайнюю простоту с исключительной стратегической тонкостью»
Фредерик Шух анализирует три варианта игры в книге The Master Book of Mathematical Recreations (Главная книга математических развлечений) 
с различными игровыми полями, используя название «Игра в солдатики» для приведённой на иллюстрации игре. 
Он демонстрирует, что белые (гончие) выигрывают при идевльной игре независимо от положения чёрных (заяц).

Для вариантов игры при правильной игре гончие выигрывают всегда, если не меняется стартовая позиция так, что заяц выигрывает тривиально.

## Связанные игры
Игры «Медведь» и охотничьи игры, такие как охота на тигра, охота на тигров, ягуар и собаки, стервятники и вороны, 
тигры и козлы (Малазия), тигры и козлы (Непал), тигры и козлы» (Индия) 
и игра с названием арбузные шахматы